# OPPO
OPPO Electronics Corp. (chineză simplificată: 广东欧珀移动通信有限公司; chineză tradițională: 廣東歐珀移動通信有限公司; pinyin: Guǎngdōng Ōupò Yídòng Tōngxìn Yǒuxiàn Gōngsī) este o companie chineză de electronice din Dongguan, provincia Guangdong, Republica Populară Chineză. Principalele linii de produse sunt smartphone-urile, playerele Blu-Ray. În anul 2001, marca a fost înregistrată la nivel mondial și fondată în 2004. Oppo a făcut ca brandurile să fie protejate în multe părți ale lumii.
Oppo este o companie afiliată a concernului chinez BBK Electronics, care cu brandurile Vivo și Oppo este unul dintre cei mai mari cinci producători de smartphone-uri din lume. Pe de altă parte Oppo este compania-mamă a OnePlus.

## Departamente regionale
Oppo Filipine, Oppo Vietnam, Oppo Thailanda, Oppo Mora, Oppo India, Oppo ABB din RIL Hazira, Oppo Pakistan, Oppo Bangladesh și Oppo China sunt aceleași mărci dar departamente complet diferite, fiecare producând produse pentru piețele regionale. Oppo Digital Inc. este o companie complet independentă din Mountain View, California (SUA), care a autorizat numele mărcii. Oppo Digital Inc. a fost fondat în 2004 în California.
În iunie 2019, a devennit cunoscut faptul că Oppo are sediul european la Graf-Adolf-Platz în Düsseldorf.

## Produse
OPPO este cunoscut pentru „upgrade-ul” său universal pentru playerele DVD și Blu-ray. Aceste dispozitive sunt produse și vândute de Oppo Digital respectiv Oppo Electronics. DVD-urile și playerele Blu-ray Oppo sunt foarte populare în rândul pasionaților de home cinema și state of the art. În anul 2018, Oppo Electronics a anunțat că va întrerupe dezvoltarea și producerea de playere DVD și Blu-ray-Spielern einzustellen, dar va continua să ofere suport pentru dispozitivele vândute.

### DVD player
- DV-970HD
- DV-971H
- DV-980H
- DV-981HD
- DV-983H

### Blu-ray player
- BDP-80

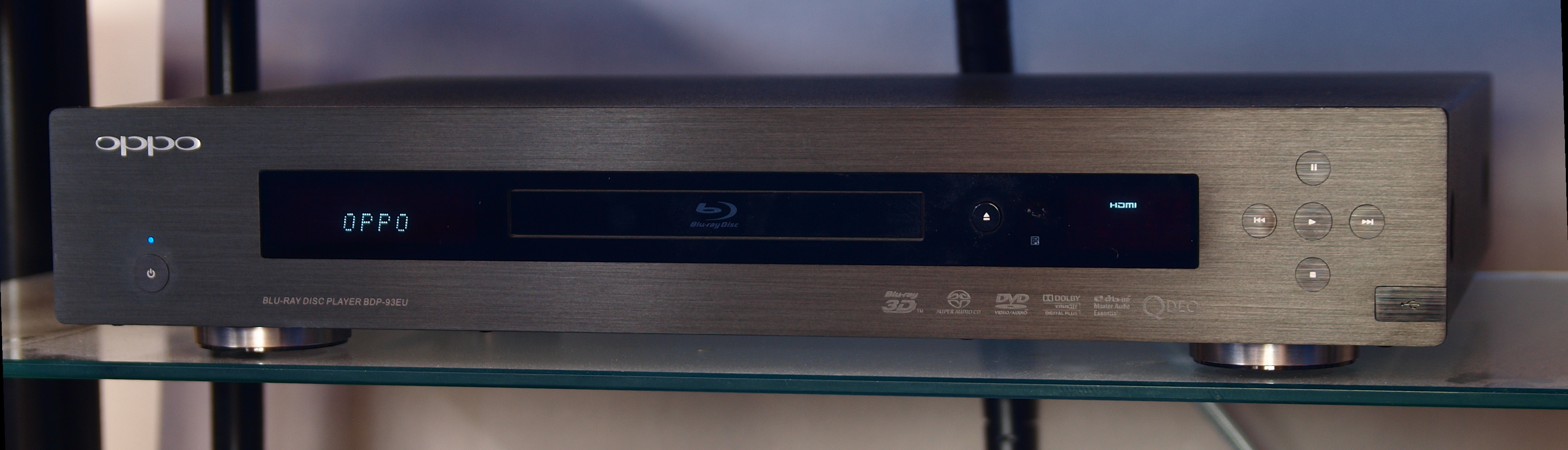
OPPO BDP-93

- BDP-83, primul Blu-ray player universal Oppo
- BDP-93, lansarea pe piață în 2010, cu funcție 3D și ieșire dublă HDMI
- BDP-95, tehnologie video identică cu BDP-93, dar cu procesor audio analog audiofil
- DBP-101CI, tehnologie video similară cu BDP-103, dar fără opțiune internet, adaptabilă modular pentru aplicații comerciale
- BDP-103, lansat la sfârșitul anului 2012, cu intrări HDMI duble suplimentare
- BDP-103D, lansarea pe piață în octombrie 2013, tehnologie video identică cu BDP-103, cu tehnologie de prezență vizuală Darbee
- BDP-105, tehnologie video identică cu BDP-103, dar cu tehnologie de procesare audio audiofilă
- BDP-105D, lansat în octombrie 2013, primul player Blu-ray cu tehnologie de prezență vizuală Darbee
- UDP-203, lansat la sfârșitul anului 2016, primul player Blu-ray UHD 4K Oppo, cu HDRI și compatibil Dolby Vision
- UDP-205, lansare pe piață în 2017, tehnologie video identică cu UDP-203, cu tehnologie procesoare audio audiofile

### Smartphone-uri
Oppo a intrat pe piața telefoanelor mobile în 2008. Începând din 2011, acestea sunt produse și vândute de compania Guangdong OPPO Mobile Telecommunications Corp., Ltd. Producătorul a devenit cunoscut la nivel internațional abia în 2019, când Oppo Reno 5G și Oppo Reno 10x Zoom au fost anunțate la Mobile World Congress. Ambele dispozitive au fost prezentate la 10 aprilie.
În 2019, Oppo a anunțat oficial Reno2 pentru Europa în cadrul unui eveniment la Londra.
Pe 6 martie 2020, seria Oppo Find X2, cu Find X2 Lite, Find X2 Neo și Find X2 Pro, a fost prezentată ca parte a unui stream live. O prezentare a fost planificată la Mobile World Congress, dar a fost anulată din cauza epidemie de coronavirus.
Cu ocazia UEFA Champions League 2024, Oppo Reno12 Pro a primit titulatura de telefonul oficial al competiției fotbalistice. Mai apoi lansarea oficială a smartphone-ului a fost pe 18 iunie 2024.